# Ralph Fowler
Sir Ralph Howard Fowler (Roydon (Essex), 17 januari 1889 – Cambridge (Verenigd Koninkrijk), 28 juli 1944) was een Brits natuurkundige en astronoom.

## Biografie
Fowler was de oudste zoon van Howard Fowler en Frances Eva. Hij volgde voortgezet onderwijs in Horris Hill en op Winchester College. Hij won een studiebeurs voor Trinity College van de Universiteit van Cambridge waar hij wiskunde studeerde van 1908 tot 1915. Tijdens de Eerste Wereldoorlog raakte hij als marine-artillerieofficier in de slag om Gallipoli ernstig gewond aan zijn schouder. Als gevolg hiervan werd hij gedetacheerd in een onderzoeksinstituut van de marine waar hij werkte aan de aerodynamica van artilleriegeschut. Voor zijn oorlogsinzet werd hij in 1918 geëerd met de Orde van het Britse Rijk.
Vanaf 1920 doceerde hij wiskunde aan Trinity College. Hij werkte er samen met Edward Arthur Milne en Paul Dirac op het gebied van de astrofysica, de statische mechanica en de thermodynamica. In 1932 verkreeg hij de leerstoel voor theoretische fysica bij het Cavendish-laboratorium. Onder zijn studenten bevonden zich Nevill Mott, Subramanyan Chandrasekhar, Homi Jehangir Bhabha en John Lennard-Jones. Na de uitbraak van de Tweede Wereldoorlog deed hij, ondanks zijn zwakke gezondheid, opnieuw militair onderzoek en was onder meer de verbindingsman met de Verenigde Staten en Canada.
In 1921 trad hij in het huwelijk met Eileen Rutherford (1901-1930), de enige dochter van Nobelprijslaureaat Ernest Rutherford. Het paar kreeg vier kinderen. twee zonen en twee dochters. Eileen overleed na de geboorte van hun laatste kind. Dochter Ruth huwde met de ivf-pionier Robert Edwards. Vanaf 1925 was Fowler lid van de Royal Society, die hem in 1936 de Royal Medal toekende. In 1942 werd Fowler in de adel verheven.
- Bibliothèque nationale de France: cb12390992s (data)
- Catàleg d'autoritats de noms i títols de Catalunya: 981058514750106706
- CiNii: DA02242215
- Gemeinsame Normdatei: 124020550
- International Standard Name Identifier: 0000 0001 0870 6081
- Library of Congress Control Number: n87100526
- Mathematics Genealogy Project: 18251
- Bibliotheek van het Japanse parlement: 001096605
- Nationale Bibliotheek van Tsjechië: xx0159188
- Nationale Bibliotheek van Israël: 987007271551305171
- Nederlandse Thesaurus van Auteursnamen: 07236615X
- SNAC: w6222whc
- Système universitaire de documentation: 06972301X
- Trove: 1205619
- Virtual International Authority File: 12391157
- WorldCat: E39PBJhCFyTTqkFYwccTKctHYP